# Mandubracio
Mandubracio o Mandubrazio fu sovrano della tribù celtica dei trinovanti (Britannia sud-orientale) nel I secolo a.C.
In alcuni manoscritti del De bello Gallico di Giulio Cesare, Mandubracio compare come figlio di re Imanuenzio, che fu detronizzato e ucciso dal signore della guerra Cassivellauno poco prima della seconda spedizione di Cesare in Britannia. Mandubracio si recò in Gallia a chiedere la protezione del generale romano. Cassivellauno guidò poi la resistenza britannica contro l'invasione romana, ma fu tradito dai trinovanti e assediato dall'esercito cesariano. Alla fine fu costretto ad arrendersi. Mandubracio fu posto da Cesare sul trono dei trinovanti.

## Tradizioni medievali

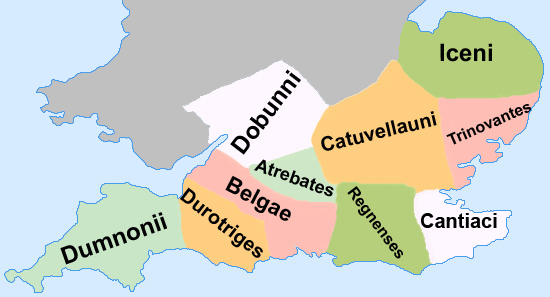
Le tribù celtiche

Nella Historia Regum Britanniae di Goffredo di Monmouth (XII secolo) compare col nome di Androgeo , figlio maggiore del mitico re Lud.
Quando Lud morì, Androgeo e il fratello Tenvanzio erano troppo giovani per regnare, e quindi sul trono salì lo zio Cassibelano. Androgeo divenne duca di Trinovantum (odierna Londra) e del Kent, partecipando alla difesa della Britannia contro Cesare. Dopo aver respinto le prime due invasioni cesariane, Cassibelano e Androgeo entrarono in contrasto e tra di loro scoppiò la guerra. Androgeo chiese allora aiuto a Cesare, che attaccò per la terza volta l'isola, sconfiggendo Cassibelano e costringedolo a pagare un tributo a Roma. Androgeo si recò poi al seguito di Cesare per combattere sotto le sue insegne durante la guerra civile contro Pompeo. Non fece più ritorno in patria. Nelle Triadi gallesi compare col nome di Afarwy, che lo indicano come uno dei "tre uomini della Britannia che persero il loro onore"  per aver invitato Cesare a compiere la sua invasione.
John Koch suggerisce che Mandubracio potrebbe essere stato la base storica della figura mitologica gallese Manawydan.